# Condado de Steuben (Indiana)
O Condado de Steuben é um dos 92 condados do estado americano de Indiana. A sede do condado é Angola, e sua maior cidade é Angola. O condado possui uma área de 835 km² (dos quais 36 km² estão cobertos por água), uma população de 33 214 habitantes, e uma densidade populacional de 42 hab/km² (segundo o censo nacional de 2000). O condado foi fundado em 1837.